# Pavel Tjukhraj
Pavel Tjukhraj (russisk: Па́вел Григо́рьевич Чухра́й) (født 14. oktober 1946 i Bykovo i Sovjetunionen) er en sovjetisk filminstruktør og manuskriptforfatter.

## Filmografi
- Kletka dlja kanarejek (Клетка для канареек, 1983)[1][2]
- Zina-Zinulja (Зина-Зинуля, 1986)
- Voditel dlja Very (Водитель для Веры, 2004)
- Russkaja igra (Русская игра, 2007)
- Kholodnoje tango (Холодное танго, 2017)